# Friedel Nowack

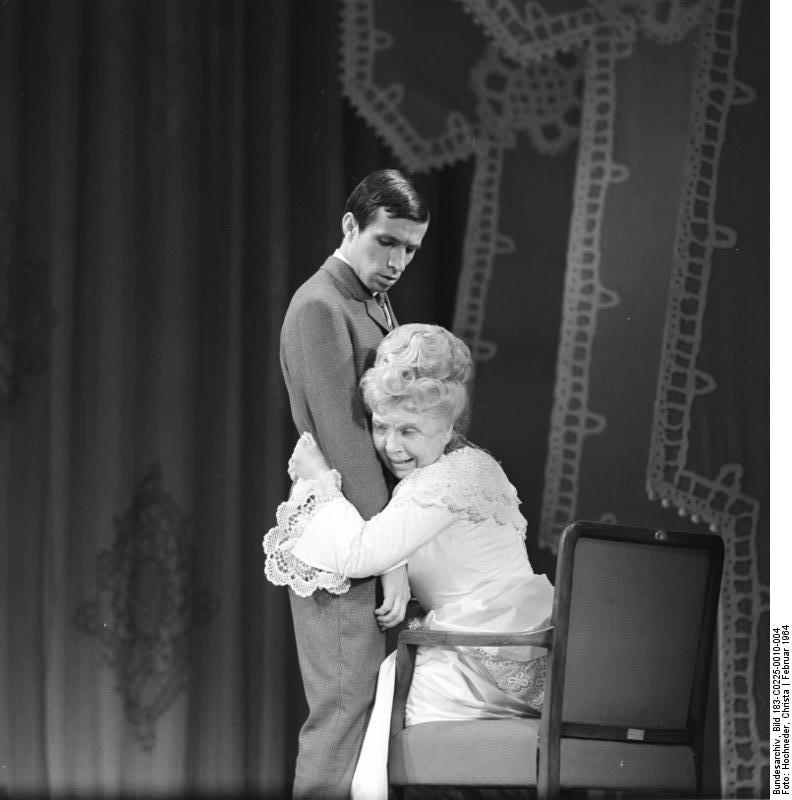
Eine Szene aus Frau Jenny Treibel mit Friedel Nowack als Jenny Treibel und Winfried Wagner als ihr Sohn Leopold; 1964 im Maxim-Gorki-Theater

Friedel Nowack (* 13. September 1901 in Bremen; † 15. Mai 1988 in Ost-Berlin) war eine deutsche Schauspielerin.

## Leben und Wirken
Nowack erhielt nach dem Besuch des Lyzeums privaten Schauspielunterricht in ihrer Heimatstadt und gab 1919 ihren Einstand am Theater (ebenfalls Bremen). Es folgten Engagements nach Wiesbaden, Berlin (Rose-Theater), Frankfurt am Main (Neues Theater) und, während der Emigration, nach Wien (Theater in der Josefstadt), Bern und Zürich. 1946 kehrte sie zurück und ließ sie sich in Ostdeutschland respektive der DDR nieder. Dort wirkte sie sowohl an der Bühne (Junges Ensemble Weimar) als auch beim Film (DEFA-Produktionen).
In Ostberlin sah man sie unter anderem am Maxim-Gorki-Theater (1952–64) und am Theater am Schiffbauerdamm. Zu ihren bekanntesten Bühnenrollen zählen unter anderem die Marwood in Gotthold Ephraim Lessing Miss Sara Sampson und die Mutter Wolffen in Gerhart Hauptmanns Der Biberpelz. Friedel Nowack hat auch als Schauspiellehrerin gearbeitet und mehrfach in Fernsehfilmen mitgewirkt.

## Filmografie (Auswahl)
- 1951: Modell Bianka
- 1951: Der Untertan
- 1953: Anna Susanna
- 1959: Maibowle
- 1960: Silvesterpunsch
- 1961: Steinzeitballade
- 1961: Ein Sommertag macht keine Liebe
- 1962: Rotkäppchen
- 1964: Wolf unter Wölfen
- 1970: Wir kaufen eine Feuerwehr
- 1972: Leichensache Zernik
- 1972: Die Bilder des Zeugen Schattmann (TV-Vierteiler)
- 1972–1974: Die lieben Mitmenschen

## Theater
- 1949: Anatoli Sofronow: Der Moskauer Charakter (Frau Potapow) – Regie: Hans Rodenberg (Haus der Kultur der Sowjetunion Berlin)
- 1951: Hedda Zinner: Spiel ins Leben – Regie: Hans Rodenberg (Theater der Freundschaft Berlin)
- 1952: Boris Lawrenjow: Für die auf See (Charitonowa) – Regie: Maxim Vallentin (Maxim-Gorki-Theater Berlin)
- 1952: Maxim Gorki: Jegor Bulytschow und die Anderen (Kurpfuscherin) – Regie: Hans Jungbauer (Deutsches Theater Berlin)
- 1952: George Bernard Shaw: Pygmalion (Frau Pearce) – Regie: Rudolf Noelte (Deutsches Theater Berlin – Kammerspiele)
- 1953: Iwan Popow: Die Familie (Maria Alexandrowna) – Regie: Werner Schulz-Wittan (Maxim-Gorki-Theater Berlin)
- 1955: Alexander Ostrowski: Der schöne Mann (Ap0llinaria) – Regie: Hans-Robert Bortfeldt (Maxim-Gorki-Theater Berlin)
- 1956: Henrik Ibsen: Gespenster (Helene Alving) – Regie: Werner Schulz-Wittan (Maxim-Gorki-Theater Berlin)
- 1956: Oleksandr Kornijtschuk: Vertrauen – Regie: Maxim Vallentin (Maxim-Gorki-Theater Berlin)
- 1957: Georg Kaiser: David und Goliath (Frau Möller) – Regie: Gerhard Klingenberg (Maxim-Gorki-Theater Berlin)
- 1958: Eduardo De Filippo: Lügen haben lange Beine (Christina) – Regie: Werner Schulz-Wittan (Maxim-Gorki-Theater Berlin)
- 1959: Maxim Gorki: Feinde (Polina Bardin) – Regie: Hans Dieter Mäde (Maxim-Gorki-Theater Berlin)
- 1961: Heinrich von Kleist: Der zerbrochne Krug (Frau Marthe Rull) – Regie: Maxim Vallentin (Maxim-Gorki-Theater Berlin)
- 1961: Rainer Kerndl: Schatten eines Mädchens (Mutter) – Regie: Horst Schönemann (Maxim-Gorki-Theater Berlin)
- 1961: Euripides: Die Troerinnen (Hekuba) – Regie: Fritz Wisten (Volksbühne Berlin)
- 1964: Claus Hammel: Frau Jenny Treibel (Jenny Treibel) – Regie: Horst Schönemann (Maxim-Gorki-Theater Berlin)

## Hörspiele
- 1955: Leonhard Frank: Die Ursache (Mutter Seiler) – Regie: Martin Flörchinger (Hörspiel – Rundfunk der DDR)
- 1956: Béla Balázs: Wolfgang Amadeus Mozart (Maria Theresia) – Regie: Joachim Witte (Hörspiel – Rundfunk der DDR)

## Ehrungen
- 1960: Kunstpreis der DDR
- 1973: Nationalpreis der DDR II. Klasse für Kunst und Literatur